# Ronald Peter Fabbro
Pour les articles homonymes, voir Fabbro.
Ronald Peter Fabbro (né le 6 novembre 1950 à Sudbury en Ontario) est un prélat canadien de l'Église catholique. Depuis 2002, il est l'évêque du diocèse de London en Ontario. Il est membre de la Congrégation de saint Basile.

## Biographie
Ronald Peter Fabbro est né le 6 novembre 1950 à Sudbury en Ontario. Il étudia au collège St Charles (en) de Sudbury et à l'Université Queen's de Kingston. Il prononça ses vœux pour devenir membre de la Congrégation de saint Basile le 15 août 1975. Il fut ordonné prêtre le 3 mai 1980 pour cette congrégation.
Le 27 avril 2002, il fut nommé évêque du diocèse de London en Ontario et il fut consacré évêque le 15 août de la même par Mgr John Michael Sherlock, évêque émérite de London.

## Source
- (en) Cet article est partiellement ou en totalité issu de l’article de Wikipédia en anglais intitulé « Ronald Peter Fabbro » (voir la liste des auteurs).